# Jess Stacy

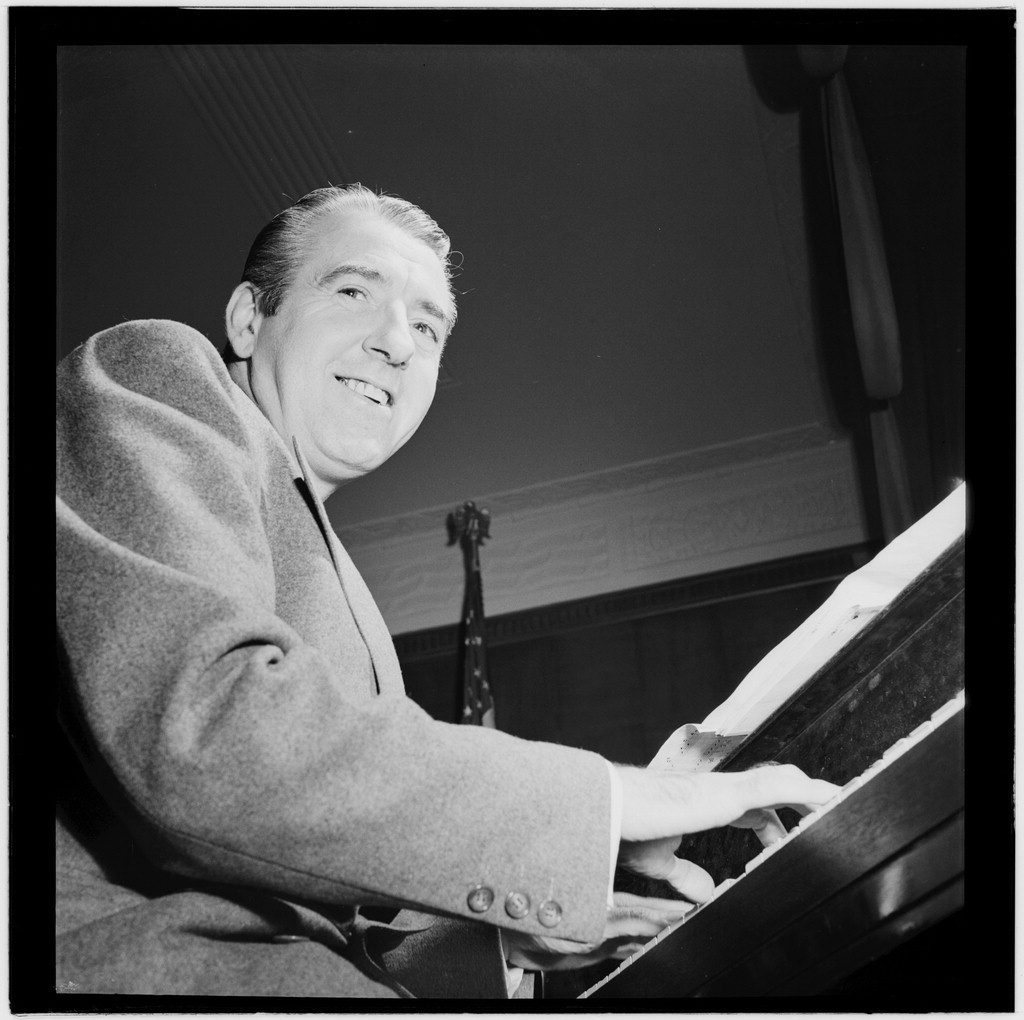
Jess Stacy, 1940er Jahre.
Fotografie von William P. Gottlieb.

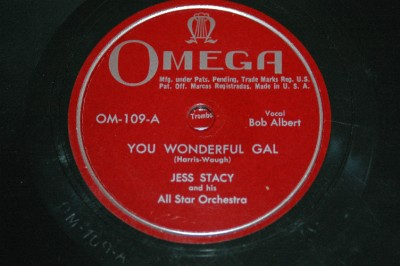
Jess Stacy „You Wonderful Gal“ 78er Schellack

Jess Alexandria Stacy (* 11. August 1904  in Bird’s Point in Missouri; † 1. Januar 1995 in Los Angeles) war ein US-amerikanischer Jazz-Pianist des Swing, der lange mit Benny Goodman spielte.
Stacy wurde in einem kleinen Ort gegenüber von Cairo (Illinois) auf der anderen Seite des Mississippi geboren und spielte anfangs auf Fluss-Raddampfern (und im Winter mit „Tony Catalano’s Iowans“ in Davenport, Iowa). Mitte der 1920er Jahre zog er nach Chicago, wo er u. a. mit Paul Mares und 1926 bis 1928 im Orchester von Joe Kayser spielte, sowie in den Speakeasies der Prohibitionszeit. Danach spielte er viel in Tanzorchestern, bevor er Juli 1935 bis 1939 zu Benny Goodman ging (empfohlen von John Hammond), mit dem er als einer der wichtigsten Swing-Pianisten bekannt wurde (z. B. im Carnegie Hall Concert 1938 mit seinem berühmten (ungeplanten) Solo in „Sing Sing Sing“). 1939/40 hatte er kurz eine eigene Band und spielte 1940 bis 1942 bei Bob Crosby, 1942/43 erneut bei Goodman und danach mit Horace Heidt und Tommy Dorsey. In dem Musicalfilm Sweet and Low-Down, in dem Benny Goodman eine Hauptrolle spielte, wirkte er 1944 mit. Der Film war in der Kategorie „Bester Song“ für einen Oscar nominiert.
1945 gründete Stacy eine eigene Bigband („Jess Stacy and his All Stars“), in der auch seine zeitweilige Ehefrau Lee Wiley (1908–1975, Heirat 1943) sang. Die Band überdauerte nur ein Jahr, und nach einigen Monaten bei Goodman arbeitete Stacy danach Solo in New York, sowie mit Oldtime-Jazz-Musikern wie Eddie Condon. 1947 zog er nach Kalifornien, wo sein Ruf verblasste (trotz eines zeitweiligen Comebacks anlässlich der Neuherausgabe des Carnegie Hall Concerts 1950). 1963 zog er sich ganz aus der Musik zurück und war als Vertreter für die Kosmetikfirma Max Factor tätig. In den 1970er Jahren erlebte er ein Comeback z. B. mit Soundtrack-Aufnahmen für den Film „The Great Gatsby“ (1973), erfolgreichen Auftritten 1974 beim Newport Jazz Festival und neuen Plattenaufnahmen wie „Stacy Still Swings“ 1977.
1995 wurde er in die Big Band and Jazz Hall of Fame aufgenommen.